# Suntan (pel·lícula de 2016)
Suntan és una pel·lícula dramàtica grega del 2016 dirigida per Argyris Papadimitropoulos, a partir d'un guió de Papadimitropoulos i Syllas Tzoumerkas. És protagonitzada per Makis Papadimitriou com a metge de capçalera de mitjana edat en una illa turística que s'obsessiona amb una pacient jove. La pel·lícula es va estrenar al Festival Internacional de Cinema de Rotterdam el 2 de febrer de 2016 i es va estrenar en cinemes a Grècia el 31 de març de 2016.

## Argument
Kostis, el nou metge general, arriba a l'illa turística Antíparos, i saluda l'alcalde. L'alcalde explica que, fora dels mesos d'estiu, la població ronda els 800 habitants i la vida és tranquil·la. Kostis s'instal·la enmig de les celebracions nadalenques i coneix diverses persones, entre elles Takis, un vilatà que li assegura amb cruesa que l'illa estarà plena de dones joves hedonistes durant l'estiu.
Arriba l'estiu i Kostis tracta una jove turista anomenada Anna, que s'ha ferit la cama. Els seus amics, l'Alin, la Mila, el Jason i el Morten, insisteixen a acompanyar-la a la sala d'examen i es comporten de manera desagradable. Kostis fa humor i li fa diverses preguntes a l'Anna mentre omple la documentació. L'Anna, de manera juganera, dirigeix les preguntes a Kostis, que admet que té el doble d'edat que la seva, 21 anys. Abans de marxar, l'Anna suggereix en Kostis que vingui amb ells a la platja.
Kostis marxa a la platja després d'haver acabat la feina. Amb sobrepès i calb, Kostis destaca encara més a la platja nudista per haver arribat ben vestit. Després de treure part de la seva roba, fa una pretensió per demanar a l'Anna i als seus amics si tenen un encenedor. En reconèixer-lo, el conviden a unir-se a ells. Kostis mira com es diverteixen nus a la platja, i després s'uneixen a ells a l'aigua. Quan ell s'acosta a l'Anna i li pregunta com està la seva cama, ella ho demostra submergint-se sota l'aigua i estenent les cames davant seu mentre està cap per avall. Kostis, enamorat de l'Anna, comença a passar l'estona a la platja després de la feina i a subministrar cervesa gratuïta als seus amics. En una ocasió, rebutja una dona gran que s'ha queixat de mal d'esquena per poder marxar a la platja tan bon punt tanqui el seu despatx.
A la platja, l'Anna el convida a unir-se a una festa a la piscina. Encara que inicialment reticent, Kostis es troba amb Orestis, un antic company de l'escola de medicina que està de vacances a la platja amb la seva família. Escoltant la invitació de Kostis, anima Kostis a anar-hi, ja que els participants tenen fama d'abandonament hedonista; Kostis està d'acord. Un cop allà, l'amfitrió insta a tothom a fer un petó a qui estigui a prop seu. Els assistents es petonegen entre ells, tant en parella heterosexual com homosexual, encara que a Kostis només li interessa l'Anna. Comencen a bessar-se, però ella es va fent amb els altres, deixant en Kostis gelós. Anna el retreu, i ell s'allunya de la festa, abatut. Orestis, que també ha assistit a la festa, el consola dient que aquestes festes no són per a homes de mitjana edat com ells.
A mesura que en Kostis passa més temps a congratular-se amb la companyia d'Anna, els vilatans es queixen del seu comportament, com ara rebutjar la dona gran. Finalment, l'Anna el convida a la platja sol amb ella, i els dos tenen sexe. Avergonyit d'haver tingut un orgasme massa ràpid, en Kostis es disculpa. L'Anna el deixa de banda i diu que tindrà molt de temps durant l'estiu per compensar-la. Tanmateix, l'Anna no es troba enlloc durant els propers dies. Kostis passa la major part del seu temps buscant-la a les platges i bars, sent-se cada cop més frustrat i borratxo. Trobant en Kostis en un bar, en Takis l'anima a patir amb ell. Recollien una turista, que finalment es frustra amb el comportament sexualment agressiu de Takis. Kostis la defensa, molesta a Takis, i li fa sexe oral per complaure'l.
Quan finalment l'Anna reapareix, salta feliç als seus braços. Enfadat, Kostis la renya per haver marxat de l'illa sense dir-li-ho. Quan ella s'ofèn, ell demana disculpes i li professa el seu amor, però ella fermament li diu que no vol tornar-lo a veure. Aixafat, Kostis comença a perseguir-la, observant en secret com té relacions sexuals. Quan Kostis intenta ballar amb la força amb ella en un club, el porter el fa fora. A mesura que la seva vida s'enfonsa, Kostis arriba hores tard a la clínica durant una emergència. L'alcalde, frustrat pel comportament de Kostis, l'acomiada. Kostis s'emborratxa, agredeix una de les amigues de l'Anna i la segresta. Després de drogar-la i arrossegar el seu cos inconscient de tornada a la clínica, ell li treu els pantalons curts però no acaba de violar-la. En comprovar-li el pols, comença a plorar, després neteja la ferida original de la seva cama i comença a remuntar-la, encara plorant.

## Repartiment
- Makis Papadimitriou com a Kostis
- Elli Tringou com a Anna
- Hara Kotsali com a Alin
- Milou Van Groessen com a Mila
- Dimi Hart com a Jason
- Marcus Collen com a Morten
- Yannis Tsortekis com a Takis
- Pavlos Orkopoulos com a alcalde
- Syllas Tzoumerkas com a Orestis
- Yannis Economides com a propietari del càmping

## Llançament
Suntan es va estrenar al Festival Internacional de Cinema de Rotterdam el 2 de febrer de 2016. Es va estrenar a Grècia el 31 de març de 2016 i va recaptar 145.858 $.

## Recepció

### Resposta crítica
Rotten Tomatoes, un agregador de ressenyes, informa que el 75% dels 24 crítics enquestats van donar a la pel·lícula una crítica positiva; la qualificació mitjana és de 6,5/10. Metacritic 'ha puntuat 59/100 en base a nou ressenyes.
Escrivint per a Variety, Jay Weissberg la va descriure com "una representació inquebrantable del descens d'un home a un vergonyós vòrtex de desig, combinat amb una espectacular manca d'autoconeixement". Neil Young de The Hollywood Reporter va escriure que "s'enfonsa en el pitjor de la naturalesa humana amb poca recompensa", fent-se menys plausible i cada cop més difícil de trobar un personatge simpàtic com Kostis empitjorant la crisi de mitjana edat. A Screen Daily, Wendy Ide va escriure, "Una història d'advertència manejada amb destresa, hi ha un horror compulsiu i esgarrifós en aquest retrat d'un home que perd tot el respecte per si mateix." En comparar la pel·lícula amb Morte a Venezia, Peter Bradshaw de The Guardian la va puntuar amb 4/5 estrelles i la va qualificar de "una pel·lícula magníficament dirigida i tranquil·lament devastadora sobre un EasyJet Gustav von Aschenbach que s'avergonyeix en enamorar-se d'una bellesa més jove". Glenn Kenny de The New York Times el va seleccionar com a "Elecció dels crítics de NYT" i va escriure que "capta un conjunt de sentiments específics: l'alegria i la vergonya de la caiguda, seguits de la negació desesperada que un ha caigut en una situació molt dolenta". Gary Goldstein de Los Angeles Times va escriure, "Escrivint per a Variety, Jay Weissberg ho va descriure com "una representació inquebrantable del descens d'un home a un vergonyós vòrtex de desig, combinat amb una espectacular manca d'autoconeixement". Neil Young de The Hollywood Reporter va escriure que "s'enfonsa en el pitjor de la naturalesa humana amb poca recompensa", fent-se menys plausible i cada cop més difícil de trobar un personatge simpàtic com Kostis. la crisi empitjora. A Screen Daily, Wendy Ide va escriure: "Una destresa manejada una història d'advertència, hi ha un horror compulsiu i esgarrifós en aquest retrat d'un home que perd tot el respecte per si mateix." En comparar la pel·lícula amb Mort a Venècia, Peter Bradshaw de The Guardian la va puntuar amb 4/5 estrelles i la va qualificar de "una pel·lícula magníficament dirigida i tranquil·lament devastadora sobre un EasyJet Gustav von Aschenbach que s'avergonyeix en enamorar-se d'una bellesa més jove". Glenn Kenny de The New York Times el va seleccionar com a "Elecció dels crítics de NYT" i va escriure que "capta un conjunt de sentiments específics: l'alegria i la vergonya de caure, seguits de la negació desesperada que un ha caigut en una situació molt dolenta". lloc". Los Angeles Times' Gary Goldstein va escriure: "Seguir un antiheroi patètic i autodestructiu que no té valors redemptors ni creixement emocional demostra un viatge completament insatisfactori a la trista importació grega Suntan."

### Reconeixements
Suntan Suntan va guanyar la millor pel·lícula internacional al Festival Internacional de Cinema d’Edimburg i el Duc Daurat a la millor actuació al Festival Internacional de Cinema d'Odessa. A Grècia, va guanyar la millor pel·lícula, millor director, millor guió i millor actor (Makis Padimitriou) i millor actriu secundària (Elli Tringou) als Premis de l’Acadèmia de Cinema Hel·lènic.